# Pro Recco Waterpolo 1913
La Pro Recco Waterpolo 1913 o, più semplicemente, Pro Recco, è una società italiana di pallanuoto fondata a Recco nel 1913. Fondata come Rari Nantes Enotria, passò attraverso varie denominazioni fino al dopoguerra, quando assunse il nome attuale con il quale è diventato internazionalmente noto.
Milita in Serie A1 ininterrottamente dal 1953 e nella sua storia ha vinto 37 scudetti, 18 Coppe Italia, 11 Coppe dei Campioni e 9 Supercoppe europee, trofei grazie ai quali è, al 2024, il club più titolato della pallanuoto mondiale. Si tratta inoltre dell'unico club italiano ad avere vinto nella stessa stagione il campionato, la Coppa Italia, la Coppa Campioni e la Supercoppa europea, risultato conseguito per cinque volte (2006-07, 2007-08, 2011-12, 2021-22 e 2022-23).
Al 2024 l'amministratore unico è Maurizio Felugo, in carica dal 2016 come presidente; il tecnico è l'allenatore croato Sandro Sukno, alla guida della squadra dal 2021. L'impianto interno del club è la piscina Punta Sant'Anna di Recco.
Benché storicamente facente parte del campionato italiano, nel 2011-12 prese parte (vincendolo) al campionato di Lega Adriatica (competizione tra squadre croate, slovene e montenegrine). Nella stessa stagione istituì anche una squadra femminile, che visse solo una stagione dopo avere vinto scudetto e Coppa dei Campioni.

## Storia

### La nascita
La Pro Recco venne fondata con il nome Rari Nantes Enotria nell'estate del 1913 in mare, davanti ai Bagni Enotria a Recco. Con il nome di Società Nuoto Enotria la squadra ottenne nel 1922 l'affiliazione alla Federazione Italiana Rari Nantes e partecipò al campionato fino al 1929. Successivamente cambiò denominazione più volte, chiamandosi via via Pro Recco, Fascio Giovanile di Combattimento Recco, Gruppo Sportivo Fascista, Dopolavoro Recco. Dopo la pausa bellica, nel 1946 i vecchi giocatori decisero di ricostituire la squadra di pallanuoto e scelsero il nome di Pro Recco, come la squadra di calcio cittadina.

### L'ascesa ai vertici
Nel 1953 la Pro Recco vinse il campionato di Serie B e ottenne la promozione in Serie A, già l'anno prima però il Recco era stata promossa in Serie A ma dovette rinunciare vista la mancanza di una piscina di gioco, infatti secondo la Federazione Italiana Nuoto un arbitro non poteva dirigere una squadra che giocava le proprie partite in mare aperto. Nella stagione 1959, sette ragazzi terribili tutti di Recco, vinsero a sorpresa il titolo italiano nella finale di Trieste e l'anno successivo due cardini della squadra, Franco Lavoratori, ed Eraldo Pizzo, detto il Caimano, il giocatore del secolo della pallanuoto mondiale, vinsero la medaglia d'oro alle Olimpiadi di Roma del 1960.
Questa la formazione vincente i cui pallanuotisti furono nominati subito a furor di popolo i Sette re di Recco: Merello, Guidotti, Maraschi, Pizzo, Cevasco, Giraldi, Lavoratori, a cui nelle stagioni successive si aggiunsero altri campioni come Ghibellini e Alberani, Guerrini e Lonzi. Allenata da Piero Pizzo, fratello di Eraldo, fra il 1959 ed il 1974, in sedici anni, la Pro Recco vinse ben quattordici scudetti, oltre a una Coppa Italia e la Coppa dei Campioni 1964-65 a Milano, stabilendo il record di imbattibilità di 153 partite tra il 1965 e il 1973.

### La seconda Coppa dei Campioni e gli anni bui

Il Pro Recco 1982-1983

Nella stagione 1978, sotto la guida del presidente Gianangelo Perrucci, il Recco tornò campione vincendo il suo quindicesimo scudetto, il titolo fu bissato nel 1982. Nel frattempo per motivi di sponsor cambiò nome in Kappa Recco e successivamente Recco Stefanel. Il presidente Perrucci lasciò la sua carica e venne eletto presidente della Federazione Italiana Nuoto. Nel 1983 e nel 1984 conquistò altri due scudetti e la Coppa dei Campioni 1983-84, vinti sotto la presidenza di Eraldo Pizzo. Anche in questa formazione giocarono grandi atleti come Marco Galli, Paolo Ragosa e Marco D'Altrui.
Tra il 1985 ed il 2000, con Fulvio Tornich prima e Gianni Carbone dopo alla presidenza, la Pro Recco affrontò un periodo di riorganizzazione societaria che la tenne lontana dai vertici della classifica. La squadra disputò contro la Rari Nantes Florentia lo spareggio per evitare la retrocessione nel campionato 1985-86 e l'anno successivo, in una stagione senza retrocessioni per il passaggio da 12 a 14 squadre, si classificò all'ultimo posto della Serie A1. Le difficoltà create anche dall'avvento del semiprofessionismo spinsero la società a puntare sul vivaio: nel campionato 1991-92 una Pro Recco basata in larga parte sulla formazione che nel 1991 aveva vinto il Campionato Juniores raggiunse la finale dei play-off, che vide i biancocelesti sconfitti alla terza partita contro la Rari Nantes Savona. È di questo periodo anche l'apertura al tesseramento dei giocatori stranieri nel campionato italiano: nella Pro Recco militarono fra gli altri Horkai, Paškvalin, Gyöngyösi, Mshvenieradze, Perović, Vičević, Jelenić, Monostori, Van der Meer, Chomakhidze.

### Gli anni 2000 e la gestione Volpi
Dal 2000 al 2005 la Società viene gestita da un gruppo di imprenditori genovesi guidati da Fabrizio Parodi e col sostegno di Gianangelo Perrucci come presidente onorario e Gabriele Volpi, ex-pallanuotista della Pro Recco negli anni '60. Nel nuovo costosissimo organico giocano Massimiliano Ferretti, Alberto Angelini attuale capitano azzurro, Tibor Benedek. Vladimir Vujasinović, Danilo Ikodinović, Luca Giustolisi e il portiere Jesús Rollán.
In questi anni la Pro Recco torna ai vertici della pallanuoto italiana ed europea vincendo lo scudetto nell'annata 2001-02, la terza Coppa dei Campioni nel 2002-03 e la Supercoppa LEN e raggiungendo una finale in Coppa LEN.
Alla fine del campionato 2004-05 Gabriele Volpi assume la presidenza. L'anno dopo con Giuseppe Porzio in panchina riesce a conquistare il ventesimo scudetto, quello che vale la seconda Stella d'Oro, mentre sfugge la vittoria in Eurolega con la sconfitta in finale contro lo Jug Dubrovnik.
Nelle stagioni 2006-07 e 2007-08 la Pro Recco ottiene il grand slam Campionato-Coppa Italia-Eurolega-Supercoppa Europea. Nella successiva vince i due titoli nazionali ma perde l'Eurolega contro il Primorac Kotor a Fiume. La vittoria in Europa tornerà l'anno dopo, sconfiggendo proprio il Primorac Kotor per 9-3 nella finale di Napoli. La supremazia in Italia viene ribadita col quinto scudetto consecutivo e con la quarta Coppa Italia consecutiva.
Nella stagione 2010-2011 vince campionato, Coppa Italia e Supercoppa perdendo a Roma la finale di Champions contro il Partizan.
In estate poi la nazionale di pallanuoto vince il Mondiale a Shanghai con 7 componenti della Pro Recco sui 13 totali: Tempesti, Gitto, Figlioli, Giorgetti, Felugo, Figari e Pastorino.
La campagna acquisti per la stagione 2011-2012 porta la Pro Recco ad avere una rosa di 25 giocatori, finalizzata alla partecipazione al Campionato italiano, alla Champions League (nuova denominazione dell'Eurolega) e alla Jadranska Liga, o Lega Adriatica, competizione che fino ad allora vedeva sfidarsi i migliori club del campionato croato, di quello montenegrino e di quello sloveno. Il 18 marzo 2012 la Pro Recco si aggiudica la Lega Adriatica battendo in finale a Fiume per 15-4 il Primorje dopo aver vinto tutti gli incontri disputati (19). Inoltre in questa stagione vince nuovamente il campionato ai danni dell'AN Brescia e la sua settima Champions League 2011-2012 a Oradea (Romania) sempre contro il Primorje (3 marcature di Ivović). Perde però la finale di Coppa Italia a Napoli contro l'AN Brescia. Il 6 giugno l'allenatore Giuseppe Porzio rassegna le sue dimissioni dopo sette anni. In seguito Riccardo Tempestini, allenatore della squadra femminile, viene promosso a Direttore Generale dell'area tecnica e Angiolino Barreca viene confermato nella qualità di Amministratore Delegato.
Il 14 luglio il presidente onorario Gabriele Volpi e i suoi figli Simone e Matteo, rispettivamente presidente e vicepresidente, rassegnano le dimissioni dai loro incarichi con un breve comunicato sul sito della squadra in cui motivano la decisione in virtù "delle delusioni provocate in particolar modo negli ultimi anni dalle gestioni e politiche della LEN, FIN e dall'atteggiamento tenacemente negativo mantenuto dalla maggior parte delle società di pallanuoto nazionali ed europee".
Durante la gestione Volpi la Pro Recco ha vinto 21 titoli in 7 anni: 7 scudetti consecutivi, 4 Champions League, 6 Coppe Italia consecutive, 3 supercoppe europee e una Lega Adriatica.
Per le Olimpiadi di Londra 2012 vengono convocati 7 campioni del mondo della Pro Recco: Tempesti, Gitto, Figlioli, Felugo, Pastorino, Fiorentini e Giorgetti mentre Figari rimane a casa.
Questi torneranno poi in patria con la medaglia d'argento dopo aver perso la finale contro la Croazia.

### La gestione Barreca
Per la stagione 2012-2013 la Pro Recco ricomincia da capo e si affida a Riccardo Tempestini, già allenatore della squadra femminile Campione d'Europa e direttore generale del club, come nuovo allenatore della squadra. Nel mese di dicembre 2012 La Pro Recco si aggiudica lo scudetto della stagione 2012-2013 pur essendosi classificata seconda al termine della regular season con 60 punti (contro i 61 del Brescia). Nei playoff ha poi battuto l'Acquachiara in semifinale guadagnandosi così l'accesso alle finali. La gara 1 della finale si è svolta a Brescia, la Pro Recco dopo una partita molto combattuta ha vinto per 7-8. Gara 2 si è svolta alla Piscina comunale di Sori il 18 maggio 2013, ma i giocatori bresciani sono riusciti a tenere il passo solo fino a metà secondo tempo: poi la Pro Recco è riuscita a guadagnare un vantaggio molto consistente, la partita si è conclusa sul punteggio di 13-5. La Pro Recco si è quindi aggiudicata il suo 27º titolo italiano e l'ottavo scudetto consecutivo vinto.
La stagione 2013-2014 vede il ritorno della Pro Recco alle competizioni europee. I biancocelesti accedono alla fase a gironi della Champions League superando due turni di qualificazione. Il rendimento non all'altezza delle aspettative porta all'esonero di Riccardo Tempestini e al ritorno sulla panchina di Giuseppe Porzio. La squadra si aggiudica la Coppa Italia superando nella Final Four di Brescia (18-19 marzo 2014) il Posillipo (14-7) e l'AN Brescia (11-6). A maggio arriva anche il ventottesimo scudetto, nono consecutivo: nella serie di tre partite contro l'AN Brescia la Pro Recco vince a Sori per 7-6 il 10 maggio, viene sconfitta col medesimo risultato il 14 maggio alla piscina Mompiano di Brescia e vince per 12-7 la gara decisiva nella piscina di Sori. Non arriva invece la vittoria in Champions League, vero obiettivo della società: nella Final Six disputata a Barcellona la Pro Recco perde il 29 maggio il quarto di finale contro il Partizan Belgrado per 18-19 dopo i tiri di rigore, e il giorno dopo viene sconfitta dall'AN Brescia per 10-9 nella finale per il 5º posto.
Per la stagione 2014/2015 Porzio non viene confermato e viene scelto Igor Milanović, che tra il 2009 e il 2014 ha vinto 11 titoli con il Partizan (3 campionati serbi, 3 coppe nazionali, 1 Champions, 1 Supercoppe LEN, 2 Euro Interliga e 1 Tom Hoad Cup) vincendo al primo tentativo Campionato, Coppa Italia e Champions League. Si è trattato questo del 4º Triplete realizzato in 8 anni, mentre diventano 10 i campionati nazionali vinti di fila, per un totale di 29.
A fine stagione Milanovic viene sostituito da Amedeo Pomilio, vice allenatore della Nazionale, che nel febbraio 2016 stabilisce un nuovo record per la pallanuoto: 35 vittorie consecutive nel massimo campionato, una striscia positiva iniziata dopo la sconfitta contro il Brescia nel dicembre 2014, superando così le 34 di Porzio del 2010-2011.

### La gestione Felugo
Il 5 febbraio l'ex campione della Pro e ora DG Maurizio Felugo viene nominato presidente insieme al nuovo consiglio direttivo, composto dalle new entry Antonio Gozzi (imprenditore e presidente dell'Entella), Matteo Campodonico (Ceo di WyScout), Alessandro Martini (presidente del Rapallo Nuoto) e Giuseppe Pontremoli (nuovo vicepresidente dello Spezia Calcio) e dalle conferme di Eraldo Pizzo, Vittorio e Giovanni Bisso, Giovanni Carbone e Giovanni Rainero.
La stagione si chiude con la vittoria di Supercoppa LEN, Campionato e Coppa Italia mentre in Champions la Pro si ferma in semifinale; Pomilio viene sostituito dall'ex giocatore bianco celeste Vladimir Vujasinović che vince subito la Coppa Italia nel marzo 2017 contro l'AN Brescia.
Il 23 marzo società e comune presentano il progetto di ristrutturazione della Piscina di Punta Sant'Anna con un esborso di 500.000 euro da parte della Pro, forte di una convenzione che durerà fino al 2020; nell’area ex IML, oltre alla piscina coperta da 1400 spettatori, è prevista anche la costruzione di un palazzetto da 400 spettatori. Il 22 aprile la Pro Recco festeggia le 73 vittorie consecutive in Serie A1 con il 15-1 contro il Quinto: è il nuovo record per la striscia vincente più lunga dello sport italiano superando i 72 successi della Teodora Pallavolo Ravenna. Il record si interrompe la partita seguente con la sconfitta contro il Brescia che accorcia così le distanze. Eliminati dalla Champions per mano del Jug Dubrovnik in semifinale, in campionato ha però la meglio sul Brescia vincendo il suo 12º campionato consecutivo.
Sempre contro il Brescia nel 2018 vince nuovamente campionato e Coppa Italia mentre perde la finale di Champions contro l’Olympiakos il 9 giugno a Genova. Il 13 giugno Vujasinovic viene esonerato e due giorni dopo viene ingaggiato Ratko Rudić, per l'International Swimming Hall of Fame uno dei migliori allenatori di pallanuoto della storia, già vincitore di 4 ori olimpici e 3 campionati mondiali con le nazionali di Jugoslavia, Italia e Croazia. Il 10 marzo 2019 vince la Coppa Italia numero 14 battendo ancora il Brescia e poi il campionato numero 33.
A Recco tramite la San Rocco Immobiliare da anni Volpi sta lavorando al progetto del recupero dell'area dell'ex Iml e della piscina di Punta Sant'Anna, vicino alla quale è proprietario di un ristorante. 
La fase finale della LEN Champions League 2019-2020 si sarebbe dovuta tenere proprio a Recco nel giugno 2020 ma a marzo, in piena emergenza COVID-19, Volpi fa sospendere i lavori a Punta Sant’Anna per realizzare le tribune capaci di ospitare circa 2.600 spettatori, allestimento che contando anche gli spogliatoi è costato 1,5 milioni di euro.
Dopo lo stop dovuto al COVID, nel 2020-2021 sotto la guida di Gabriel Hernández la Pro Recco vince la Coppa Italia e dopo sei anni di nuovo la Champions battendo il Ferencváros mentre in campionato, dopo 14 scudetti vinti di fila, è il Brescia ad avere la meglio in finale. 
Dopo l’addio di Hernández, il 16 giugno 2021 viene ingaggiato l’ex pallanuotista bianco-celeste Sandro Sukno il quale agguanta il primo successo alla guida del club ligure il 20 dicembre seguente vincendo la Supercoppa LEN contro il Szolnok. Per marzo 2022 viene montata una nuova tribuna da 430 posti a Punta Sant’Anna con la presenza del pubblico per la prima dopo il ritorno nella piscina di Recco del novembre 2020.
Nello stesso mese la Pro Recco vince la nona Coppa Italia di fila e la numero 16 nella storia del team nella finale contro il Brescia, contro cui vincerà anche il suo trentaquattresimo campionato nella finale disputata nella piscina Punta Sant'Anna di Recco davanti a 700 tifosi. Il 4 giugno infine vince la sua decima Champions battendo il Novi Beograd, mettendo così a segno il quinto triplete della propria storia. Il 26 febbraio 2023 la Pro Recco vince la sua decima Coppa Italia di fila, questa volta contro l’Ortigia, mentre il 20 maggio conquista il trentacinquesimo scudetto della sua storia; il 3 giugno, infine, conquista la terza Champions consecutiva, di nuovo contro il Novi Beograd. Nel maggio del 2024 Sukno vince il suo terzo campionato di fila, al termine di una stagione in cui la formazione ligure conquista anche la sua nona Supercoppa LEN. A inizio giugno perde però la finale di Champions contro il Ferencvaros.

### Passaggio alle famiglie Behring e Hammarskjold
Il 5 luglio 2024 Gabriele Volpi e la Orlean Invest comunicano il loro disimpegno economico dalla gestione della Pro Recco. Il 17 luglio il presidente Maurizio Felugo annuncia la rinuncia all'iscrizione alla Champions League, nell'ottica di un ridimensionamento sia dal punto di vista economico sia per quel che concerne le ambizioni sportive.
Il 2 agosto la Pro Recco cambia statuto, dedicandosi alle attività sociali nel comune di Recco e delle aree limitrofe; al contempo viene costituita la Recco Waterpolo. Viene inoltre scelta la piscina di Sori da utilizzare per la nuova stagione. Il 30 agosto viene ufficializzato il trasferimento dei diritti sportivi dalla Pro Recco alla Recco Waterpolo per la partecipazione alla Eurocup e alla Serie A1.
Il 27 settembre, tuttavia, viene annunciato l'acquisto della vecchia società da parte dell'imprenditore brasiliano Alexandre Behring, attraverso la sua famiglia. In tal modo la Recco Waterpolo può scendere in acqua con la denominazione ed i colori sociali della Pro Recco. L'ex presidente Maurizio Felugo diventa l'amministratore unico della società. A fine novembre la famiglia Hammarskjold si unisce a Behring come co-proprietaria del club. Nel corso della prima stagione sotto la nuova proprietà la compagine recchellina vince la Coppa Italia, si conferma campione d'Italia (conquistando così il suo trentasettesimo scudetto, il quarto consecutivo) e si aggiudica per la prima volta nella sua storia la Euro Cup.

## La squadra femminile
Nella stagione 2011-2012 la Pro Recco ha partecipato anche al Campionato italiano di pallanuoto femminile, rilevando la rosa del Rapallo Pallanuoto femminile e vincendo in una sola stagione Serie A1, Coppa dei Campioni e Supercoppa LEN.
Nella stagione 2012-2013 la squadra femminile torna a vestire i colori del Rapallo Pallanuoto,  in quanto, nell'estate del 2012, a seguito delle dimissioni alla presidenza recchelina di Gabriele Volpi e famiglia, la squadra e il titolo femminile sono ritornate a Rapallo.

## Stemma

Stemma utilizzato fino al 2018
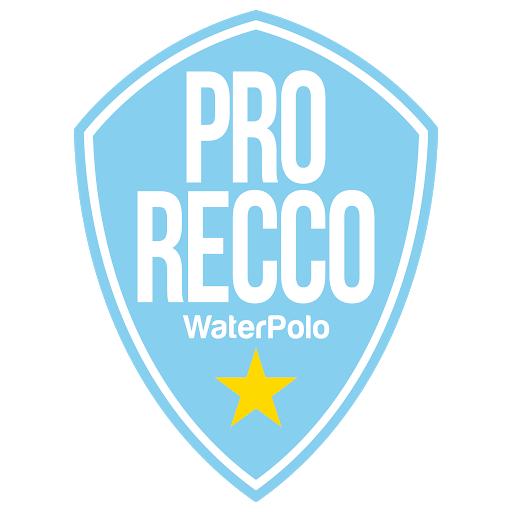
Stemma in uso dal 2018

## Rosa 2025-2026
| N° |                       | Ruolo | Giocatore            |
| -- | --------------------- | ----- | -------------------- |
|    | Italia (bandiera)     | P     | Tommaso Negri        |
|    | Italia (bandiera)     | P     | Gianmarco Nicosia    |
|    | Italia (bandiera)     | D     | Matteo Iocchi Gratta |
|    | Italia (bandiera)     | D     | Nicholas Presciutti  |
|    | Montenegro (bandiera) | D     | Petar Vujosevic      |
|    | Italia (bandiera)     | D     | Stefano Scarmi       |
|    | Croazia (bandiera)    | D     | Rino Burić           |
|    | Italia (bandiera)     | A     | Francesco Di Fulvio  |
|    | Italia (bandiera)     | A     | Giacomo Cannella     |
|    | Italia (bandiera)     | A     | Francesco Condemi    |
|    | Ungheria (bandiera)   | A     | Bence Haverkampf     |
|    | Italia (bandiera)     | A     | Jacopo Cavalli       |
|    | Italia (bandiera)     | A     | Marco Bottarelli     |

| N° |                        | Ruolo | Giocatore         |
| -- | ---------------------- | ----- | ----------------- |
|    | Italia (bandiera)      | A     | Daniele Gardella  |
|    | Stati Uniti (bandiera) | A     | Maxwell Irwing    |
|    | Spagna (bandiera)      | A     | Alvaro Granados   |
|    | Australia (bandiera)   | A     | Luke Pavillard    |
|    | Italia (bandiera)      | A     | Andrea Patchaliev |
|    | Italia (bandiera)      | A     | Andrea Mladossich |
|    | Slovacchia (bandiera)  | CB    | Lukas Durik       |
|    | Stati Uniti (bandiera) | CB    | Ben Hallock       |
|    | Italia (bandiera)      | CB    | Lorenzo Demarchi  |
|    | Italia (bandiera)      | CV    | Andrea Fondelli   |
|    | Australia (bandiera)   | CV    | Aaron Younger     |
|    | Italia (bandiera)      | CV    | Francesco Cassia  |

### Staff
- Allenatore:  Sandro Sukno
- Vice Allenatore:  Giacomo Pastorino
- Amministratore Unico:  Maurizio Felugo
- Responsabile Ufficio Stampa:  Daniele Roncagliolo
- Medico sociale:
- Preparatore atletico:

## Presidenti e allenatori
- 1946-1948  Ezio Sanguineti
- 1948-1954  Ettore Zanoni
- 1954-1962  Antonio Ferro
- 1962-1963  Ezio Sanguineti
- 1963-1968  Astor Norrish
- 1968-1978  Antonio Ferro
- 1978-1983  Gianangelo Perrucci
- 1983-1985  Eraldo Pizzo

- 1985-1989  Fulvio Tornich
- 1989-2000  Gianni Carbone
- 2000-2005  Fabrizio Parodi
- 2005-2011  Gabriele Volpi
- 2011-2012  Simone Volpi
- 2012-2016  Angiolino Barreca
- 2016-  Maurizio Felugo

- 1946-1954  Giacomo Priario
- 1954-1955  Neri Schenone
- 1955-1958  Pio Levaro
- 1958-1966  Piero Pizzo
- 1966-1974  Eraldo Pizzo
- 1974-1979  Domenico Barlocco
- 1980-1984  Imre Szikora
- 1984-1986  Enrico Gerbò
- 1986-1988  Piero Ivaldi
- 1988-1994  Pierluigi Formiconi
- 1994-1996  Enzo D'Angelo

- 1996-2003  Marco Baldineti
- 2003-2004  Enzo D'Angelo
- 2004-2005  Paolo De Crescenzo
- 2005-2012  Giuseppe Porzio
- 2012-1/2014  Riccardo Tempestini
- 1/2014-6/2014  Giuseppe Porzio
- 6/2014-2015  Igor Milanović
- 2015-2016  Amedeo Pomilio
- 2016-2018  Vladimir Vujasinović
- 2018-2020  Ratko Rudić
- 2020-2021  Gabriel Hernández
- 2021-  Sandro Sukno

## Pallanuotisti celebri

### Vincitori della medaglia d'oro alle olimpiadi
- Franco Lavoratori  (Roma 1960)
- Gianni Lonzi  (Roma 1960)
- Eraldo Pizzo  (Roma 1960)
- Giancarlo Guerrini  (Roma 1960)
- György Horkai  (Montréal 1976)
- Giorgi Mshvenieradze  (Mosca 1980)
- Tomislav Paškvalin  (Los Angeles 1984, Seul 1988)
- Mirko Vičević  (Seul 1988)
- Massimiliano Ferretti  (Barcellona 1992)
- Marco D'Altrui  (Barcellona 1992)
- Jesús Rollán  (Atlanta 1996)
- Tamás Kásás  (Sydney 2000, Atene 2004, Pechino 2008)
- Tibor Benedek  (Sydney 2000, Atene 2004, Pechino 2008)
- Norbert Madaras  (Atene 2004, Pechino 2008)
- Filip Filipović  (Rio de Janeiro 2016)
- Dušan Mandić  (Rio de Janeiro 2016)

## Statistiche
Aggiornato alla stagione 2022-2023
- Partecipazioni alla Serie A/Serie A1: 70
- Maggior numero di vittorie: 28 (2008-09, 2015-2016, 2016-2017, 2018-2019)
- Minor numero di sconfitte: 0 (1960, 1961, 1965, 1966, 1967, 1968, 1969, 1970, 1971, 1972)
- Maggior numero di partite senza sconfitte: 153 (1965-73)
- Maggior numero di punti: 85 (2008-09)
- Maggior numero di gol segnati: 398 (2008-09)
- Vittoria più larga: in casa, Pro Recco - POŠK Split 21-0 (Lega Adriatica 2011-12), in trasferta, RN Camogli - Pro Recco 3-25 (Campionato A1 2023-24)
- Partecipazioni alla Serie B: 6
- Partecipazioni alla Coppa Italia: 28
- Partecipazioni alla Coppa dei Campioni/Eurolega: 28
- Partecipazioni alla Coppa delle Coppe: 2
- Partecipazioni alla Coppa LEN: 2
- Partecipazioni alla Supercoppa LEN: 10

## Palmarès

### Trofei nazionali
- Campionato italiano: 37

1959, 1960, 1961, 1962, 1964, 1965, 1966, 1967, 1968, 1969 
1970, 1971, 1972, 1974, 1978, 1982, 1983, 1984, 2002, 2006 
2007, 2008, 2009, 2010, 2011, 2012, 2013, 2014, 2015, 2016 
2017, 2018, 2019, 2022, 2023, 2024, 2025
- Coppe Italia: 18

1974, 2006, 2007, 2008, 2009, 2010, 2011, 2013, 2014, 2015 
 2016, 2017, 2018, 2019, 2021, 2022, 2023, 2025
- Trofeo del Giocatore: 5

1958, 1989, 1992, 2003, 2021
- Campionato italiano indoor: 3

1962, 1963, 1966

### Trofei internazionali
- LEN Champions League: 11

1965, 1984, 2003, 2007, 2008, 2010, 2012, 2015, 2021, 2022 
 2023
- Coppe LEN: 1

2025
- Supercoppa LEN: 9

2003, 2007, 2008, 2010, 2012, 2015, 2021, 2022, 2023
- Lega Adriatica: 1

2011-2012

### Trofei giovanili
- Campionato italiano Juniores: 4

1962, 1991, 1992, 1995
- Campionato italiano Under-18 A: 1

2021
- Campionato italiano Allievi: 8

1956, 1958, 1990, 1992, 1993, 1999, 2003, 2005
- Campionato italiano Under-16: 1

2021
- Campionato italiano Ragazzi: 2

1996, 2001

### Trofei individuali
- Capocannonieri della Serie A1: 10

Giorgio Odaglia 35 (1955), Franco Lavoratori 37 (1961), Eraldo Pizzo 27 (1962), Franco Lavoratori 21 (1964), Franco Lavoratori 22 (1965), Giancarlo Guerrini e Franco Lavoratori 27 (1966), Eraldo Pizzo 69 (1967), Massimiliano Ferretti 42 (2000-01), Tibor Benedek 78 (2001-02), Vanja Udovičić 61 (2009-10), Aleksandar Ivović 79 (2010-11)
- Atleti dell'anno della FINA: 4

Vanja Udovičić (2010), Filip Filipović (2011), Filip Filipović (2014), Gergő Zalánki (2023)
- LEN Award: 9

Filip Filipović (2009), Vanja Udovičić (2010), Stefano Tempesti (2011), Filip Filipović (2014), Duško Pijetlović (2015), Filip Filipović (2016), Filip Filipović (2018), Francesco Di Fulvio (2019), Gergő Zalánki (2023)

## Onorificenze
- Stella d'oro al merito sportivo

1968
- Collare d'oro al merito sportivo

2015